# Albret Skeel til Jungetgård
 Der er flere personer med dette navn, se Albret Skeel.
Albret Skeel (død 27. januar 1609 i Horsens) til Jungetgård ved Limfjorden) var en dansk adelsmand.
Han var søn af Herman Skeel. Han studerede i udlandet (1573 i Leipzig), ansattes 1576 for kortere tid ved det danske hof og var 1586-96 forlenet med Mandals Len i Norge. Han var en voldsom natur med sværdet siddende løst i skeden, og det er alene dette, som har gjort hans navn kendt. På pinsemarkedet
i Aalborg 1600 kom han i klammeri med Niels Axelsen Juul til Kongstedlund, og det endte med at han slog ham ihjel. Han flygtede ud af landet, men det lykkedes at tilfredsstille den dræbtes slægt, som fik en stor
bod, og han slap for videre tiltale. Men da han i oktober 1608 i Viborg på vejen fra landstinget, hvor han var mødt i en retssag, tilføjede sin modpart, fogeden på Brandholm, dræbende sår, undgik han ikke sin straf, da drabet måtte betragtes som overlagt. Herredagen i Horsens dømte ham 25. januar 1609 fra livet, og to dage efter fuldbyrdedes dommen på torvet i Horsens.
Albret Skeel var gift med Anne Kaas, en datter af Bjørn Kaas.

## Eksterne kilder og henvisninger
- Tekst efter C. F. Bricka i Dansk Biografisk Leksikon på Projekt Runeberg, der angiver denne kilde:
  - V.S. Skeel: Familien Skeel side 114 ff.; Suppl. S. 33 ff.
- Om Albert Skeel på Skeel.info Arkiveret 4. marts 2016 hos  Wayback Machine